# James Wetherbee
James Donald Wetherbee (Nova Iorque, 27 de novembro de 1952) é um ex-astronauta norte-americano, veterano de seis missões ao espaço.
Se formou na Universidade de Notre Dame em engenharia aeroespacial, antes de ser comissionado na Marinha dos Estados Unidos. Como piloto naval, ele pilotou por vários anos os caças McDonnell Douglas F/A-18 Hornet, até ser selecionado para o programa de treinamento de astronautas da NASA em 1984.
Astronauta com o maior número de comando de missões da história, seu primeiro voo espacial foi em janeiro de 1990, como piloto da STS-32 Columbia. 
A partir daí, ele comandou cinco missões do programa do ônibus espacial: 
- STS-52 Columbia em outubro de 1992,
- STS-63 Discovery em fevereiro de 1995, que realizou o primeiro acoplamento do ônibus espacial com a estação orbital russa Mir.
- STS-86 Atlantis em setembro de 1997.
- STS-102 Discovery em março de 2001, a primeira missão de Wetherbee à Estação Espacial Internacional.
- STS-113 Endeavour, também à ISS, em novembro de 2002, o último voo o programa espacial norte-americano antes do desastre da Columbia no ano seguinte.

Em 2005 se aposentou da NASA.